# Sociedade Brasileira de Médicos Escritores
A Sociedade Brasileira de Médicos Escritores (SOBRAMES) fundada em 23 de abril de 1965, na cidade de São Paulo, é uma associação cultural, sem fins lucrativos, que congrega médicos que se dedicam à Literatura não científica. Foi criada nos moldes da União Mundial dos Escritores Médicos (UMEM)..
Nascida com a denominação de Sociedade Brasileira de Escritores Médicos (SBEM), teve sua denominação mudada durante o seu VII Congresso brasileiro, em Belo Horizonte, no ano de 1979.
O período de mandato do Presidente é de dois anos, podendo ser reeleito. A eleição se dá durante o Congresso Nacional de Médicos Escritores, que a cada biênio é realizado e promovido por uma Regional.

## Sede nacional
A sede nacional da SOBRAMES é itinerante, de acordo com o estado em que o seu presidente é filiado.

## Presidentes
O Presidente da entidade é eleito a cada 2 anos.
Estes foram os presidentes:
1. – Gláucio Bandeira (PR) – 1965-1966
2. – Paulo Mangabeira Albernaz (SP) – 1966 – 1968
3. – Carlos da Silva Lacaz (SP) – 1968 - 1970
4. – Octacílio de Carvalho Lopez (SP) – 1970 - 1971
5. – Inaldo de Lyra Neves-Manta (RJ) – 1972 - 1974
6. – Antônio Carlos Pacheco e Silva (SP) – 1974 - 1976
7. – Luiz Ferreyra dos Santos (PE) – 1976 – 1978
8. – Duilio Crispin Farina (SP) – 1978 - 1979
9. – Olivar Dias da Silva (PA) – 1979 - 1980
10. – Mateus Vasconcelos (RJ) – 1980 - 1984
11. – Ruy Noronha de Miranda (PR) – 1984 -1986
12. – Tito de Abreu Fialho (RJ) – 1986-1988
13. – Milton Hênio Netto de Gouveia (AL) – 1988-1990
14. – Urcício Santigao (BA) – 1990-1992
15. – Waldenio Florêncio Porto (PE) – 1992 – 1994
16. – Flerts Nebó (SP) – 1994 – 1996
17. – Pedro Henrique Saraiva Leão (CE) – 1996 – 1998
18. – Helio Begliomini (SP) – 1998 – 2000
19. – Luiz Alberto Fernandes Soares (RS) – 2000 – 2002
20. – Renato Passos (MG) – 2002 – 2004
21. – Luiz Alberto Fernandes Soares – 2004 – 2006
22. - Luiz Alberto Fernandes Soares – 2006 – 2008
23. – José Maria Chaves (CE) – 2008 – 2010
24. – Marco Aurélio Baggio (MG) – 2010 - 2012
25. – Sérgio Augusto de Munhoz Pitaki (PR) – 2012 – 2014
26. - Luiz de Gonzaga Braga Barreto (PE) - 2014-2016
27. - Josyanne Rita de Arruda Franco (SP) - 2016-2018
28. - Arquimedes Viegas Vale (MA) - 2018 - 2020
29. - Raimundo José Arruda Bastos (CE) - 2020-2024[nota 2]
30. - Lúcio Antonio Prado Dias (SE) - 2024-2026[4]

## Entidades regionais
A SOBRAMES está hoje distribuída em vários estados brasileiros, em regionais, com a mesma finalidade.

### Alagoas
Fundada em 19 de março de 1977 pelo médico José Medeiros, a SOBRAMES/AL sofreu uma desativação temporária entre 1993 e 2000, quando foi reativada, novamente pelas mãos do seu fundador, que desde então exerceu a sua presidência até seu falecimento.
A regional alagoana promoveu o XII Congresso Brasileiro de Médicos Escritores em 1988 e a vigésima primeira edição do referido congresso em 2006.

### Amazonas
Fundada em 1986 por Antônio Loureiro, Manoel Bastos Lira, Maria José Vieira e Simão Arão Pecher. Publica a Revista do Instituto de História da Medicina do Amazonas, em parceria com esse instituto.
O Dr. Simão Arão Pecher, poeta, compositor e cantor, é o atual presidente regional.

### Bahia
Constituída em 5 de dezembro de 1968, teve como primeiro presidente o Dr. Itazil Benício dos Santos, cargo exercido atualmente pelo Dr. Ildo Simões Ramos.
Foi a regional organizadora do quarto congresso brasileiro, em 1972, e do décimo terceiro em 1990.
- Página externa

### Ceará
Criada em 24 de agosto de 1982, tendo a primeira diretoria tomado posse em 4 de novembro do mesmo ano. Seu primeiro presidente foi o médico escritor Emmanuel de Carvalho Melo. O atual presidente é o médico Francisco Flávio Leitão de Carvalho.
Publicou várias coletâneas:
- Verdeversos
- Temos um pouco
- Criações
- Sobre todas as coisas
- Letra de médico
- Efeitos colaterais
- Meditações
- Outras criações
- Esmeraldas
- Prestações
- Amostra grátis
- Antologia até agora
- Literapia[nota 3]
- Recidivas
- Sinais vitais
- Palpitações
- InPulsos
- Anseios da face
- Para os devidos fins
- Veia poética
- Rima labial
- Inspiração
- Queixa Principal
- Achado casual
- Palavras Chaves[7]

- Página externa

### Distrito Federal
Tem como presidente o Dr. Cláudio Luiz Viegas.

### Espírito Santo
A regional do Espírito Santo é presidida pelo médico neurologista José Di Cavalcanti Júnior.

### Goiás
O Dr. Waldemar Naves do Amaral preside a regional goiana.

### Maranhão
O Dr. Hilmar Hortegal preside a regional maranhense.
- Página externa

### Mato Grosso
A Regional de Mato Grosso foi fundada em 12 de julho de 1996, tendo como primeiro presidente o médico Odoni Gröhs, que atualmente volta a exercer esse cargo.

### Mato Grosso do Sul
A regional sul-matogrossense é dirigida pelo médico Hugo Costa Filho.

### Minas Gerais
Fundada em 7 de agosto de 1970, durante congresso da SOBRAMES (então ainda denominada SBEM).
Foi durante o VII Congresso Nacional, realizado em Minas Gerais no ano de 1977 que houve mudança de nome de Sociedade Brasileira de Escritores Médicos - SBEM para a denominação atual Sociedade Brasileira de Médicos Escritores - SOBRAMES.
Atual presidente: José James de Castro Barros (2011-2012).
- Página externa

### Pará
A regional do Pará é presidida pelo Dr. Amaury Braga Dantas.
Edita um periódico, O parauara.
Patrocina o Prêmio Alípio Bordalo, que homenageia o médico sobramista falecido em 2019, em parceria com o Sindicato dos Médicos do Pará.

### Paraíba
Foi fundada em 10 de agosto de 1974, sendo seu primeiro presidente o médico Lourival de Gouveia Moura. Foi desativada em 1976, tendo sua reativação ocorrido em 1999. É presidida pelo Dr. José Ribeiro Faria Sobrinho.

### Paraná
A Regional do Paraná foi instalada em 14 de agosto de 1969, sendo seu primeiro presidente Glaucio Bandeira. Em 2020 a Dra. Jaqueline Doring Rodrigues assumiu a presidência, sucedendo o Dr. Sérgio Pitaki.
A Sobrames-PR já sediou os congressos brasileiros em 1968 (antes de sua instalação oficial), 1984, e em 2012.
Tem, como periódico mensal, o boletim Gralha Azul.

### Pernambuco
A SOBRAMES-PE, criada em 24 de fevereiro de 1972 durante o IV Congresso Brasileiro de Escritores Médicos, realizado em Salvador, Bahia, teve como seu primeiro presidente o médico Valdemar de Oliveira.
Em sua sede, no Recife, no Memorial da Medicina de Pernambuco, é mantida a Galeria Fotográfica dos Presidentes Nacionais da SOBRAMES, inaugurada em 2001.
A atual diretoria 2024-2025 é composta por Divaldo de Almeida Sampaio (Presidente), Luiz de Gonzaga Braga Barreto (Vice-presidente), José Fernando de Albuquerque Tavares (Tesoureiro), Paulo Camelo de Andrade Almeida (secretário).
Publica uma revista anual, Revista Oficina de Letras, com cerca de trezentas páginas, e um boletim mensal, o Casaca de Couro, que são distribuídos aos associados e às entidades literárias.
Livros publicados pela regional
- Coletânea
- Coletânea II
- Encontro com a poesia
- José Lourenço de Lima - médico da palavra
- Nietzsche, filosofia e Abath
- Relembrando Adalberto Bello
- Valdemar vivo
- A Sobrames/PE na casa de Nabuco
- Presença poética na Sobrames de Pernambuco
- Sobrames - 13 anos de editoriais.

Tem participação na Bienal Internacional do Livro de Pernambuco, onde expõe e comercializa livros de seus associados.
Em 2024 promoveu o XXIX Congresso Sobrames, em conjunto com o XII Congresso Umeal.

### Piauí
A regional piauiense é dirigida pela doutora Kátia Marabuco Souza.

### Rio Grande do Norte
A regional potiguar é dirigida pelo médico Francisco Edilson Leite Pinto Júnior.

### Rio Grande do Sul
No Rio Grande do Sul nasceu primeiro a Sociedade Gaúcha de Médicos Poetas, em 4 de abril de 1997, por desconhecimento da existência da SOBRAMES. Apenas em 22 de abril de 1997 foi fundada a regional gaúcha da Sobrames, após convite do médico cearense Geraldo Bezerra, então secretário nacional da entidade, que havia recebido o chamamento através da Revista da Associação Médica Brasileira para participar daquela entidade.
A regional gaúcha já sediou dois congressos nacionais: o XVIII Congresso, em 2000 (Gramado), e o XX Congresso, 2004 (Bento Gonçalves).
Essa regional encontra-se desativada.

### Rio de Janeiro
Fundada 12 de fevereiro de 1969, como Regional Guanabara, sendo seu primeiro presidente o médico escritor Mateus Vasconcelos, e ainda sob a denominação antiga de Sociedade Brasileira de Escritores Médicos - SBEM, a SOBRAMES/RJ promoveu o I Congresso Brasileiro de Médicos Escritores em 1966 (antes, ainda, de sua fundação), o VI Congresso, em 1976, o VIII Congresso, em 1980, e o XI Congresso, em 1986.
É presidida pelo médico escritor Paulo Fatal, desde 2015.

### Rondônia
A regional de Rondônia é presidida por Viriato Moura.

### Santa Catarina
O Dr. José Warmuth Teixeira preside a regional catarinense.

### São Paulo
A regional de São Paulo elegeu sua primeira diretoria em 28 de dezembro de 1971, sendo seu primeiro presidente o médico escritor Paulo de Almeida Toledo.
Posteriormente, em conseqüência de lutas internas que ocorreram em 1978 e aprovação dos estatutos da entidade nacional, em 1979, mudando a denominação de Sociedade Brasileira de Escritores Médicos para Sociedade Brasileira de Médicos Escritores, essa regional, única a não aceitar a mudança de denominação, se autossegregou e se extinguiu, só retomando suas atividades em 1988, com a nova denominação, de tal sorte que em sua obra A Pizza Literária - décima quinta fornada, é citada a data de 16 de setembro de 1988 como de sua fundação.
A SOBRAMES/SP publica o periódico virtual O Bandeirante, editado por Josyanne Rita de Arruda Franco e Marcos Gimenes Salun. Esse jornal é distribuído também impresso, e já completou 250 edições (setembro de 2013).
Sua atual diretoria (biênio 2013/2014) é composta pelos médicos-escritores
- Márcia Etelli Coelho (Presidente)

### Sergipe
O Dr. Marcos Aurélio Prado Dias fundou a entidade em Sergipe em 16 de maio de 2000, sendo o seu primeiro presidente. Assinaram a ata de fundação os médicos José Hamilton Maciel Silva, Marcelo Ribeiro, Carlos Umberto Pereira, Jorge Martins, Henrique Batista, Silvio Amaral. Marcos Prado Dias comandou a entidade até 23 de março de 2009, quando se afastou por motivo de doença, assumindo nesta data o médico Marcelo Ribeiro, com as presenças do médicos José Maria Chaves, então presidente nacional da Sobrames, e João de Deus Pereira da Silva, da diretoria da Sobrames do Ceará.
Em 17 de julho de 2013, uma assembleia geral convocada pela Academia Sergipana de Medicina designou uma comissão especial para organizar a entidade e convocar eleições para o mandato 2014/16, sob a coordenação do médico Lucio Antônio Prado Dias, tendo com o demais componentes os médicos Paulo Amado e José Hamilton Maciel Silva. Nessa Assembleia, aconteceu uma palestra do Dr. Luiz de Gonzaga Braga Barreto sobre a história da Sobrames. Em 26 de maio de 2014 ocorreu uma Assembleia Geral para escolha da diretoria, sendo eleito por aclamação o médico Lúcio Antônio Prado Dias. Sua posse aconteceu em agosto de 2014, com a presença do presidente nacional da Sobrames Sérgio Pitaki. Em 2015, o Jubileu de Ouro da SOBRAMES foi comemorado em grande estilo na cidade de Aracaju, sob a coordenação local do presidente da regional Lucio Prado Dias. Em 2016, ele foi reeleito para o cargo no biênio 2016-2018,
Entre as ações da Sobrames Sergipe estão a realização de saraus lítero-musicais, já tendo promovido diversos e sempre temáticos: noite italiana, anos 60, nos tempos do samba-canção, bossa sempre nova, velho Chico, Forró Sobrames, entre outros. Promove também o Programa Café com Letras, onde revisita a obra de médicos escritores sergipanos. Outras ações da SOBRAMES Sergipe são a edição de antologias, cine-debates, lançamento de livros (entre eles Medicina & Arte e 2003-O ano da Educação) e participação permanente em todos os eventos culturais do Estado.

### Tocantins
A regional de Tocantins é presidida pelo Dr. Odir Roch.

## Congressos
A cada dois anos, a SOBRAMES realiza um Congresso Brasileiro de Médicos Escritores.
Até o momento, já foram realizados 29 desses eventos:
1. 1966 - Teresópolis[18] (RJ)
2. 1968 - Curitiba (PR)
3. 1970 - São Paulo (SP)
4. 1972 - Salvador (BA)
5. 1974 - Recife (PE)
6. 1976 - Rio de Janeiro (RJ)
7. 1978 - Belo Horizonte (MG)
8. 1980 - Rio de Janeiro (RJ)
9. 1982 - Recife-Olinda (PE)
10. 1984 - Curitiba (PR)
11. 1986 - Rio de Janeiro (RJ)
12. 1988 - Maceió (AL)
13. 1990 - Salvador (BA)
14. 1992 - Recife (PE)
15. 1994 - São Paulo (SP)
16. 1996 - Fortaleza (CE)
17. 1998 - São Paulo (SP)
18. 2000 - Gramado (RS)
19. 2002 - Belo Horizonte (MG)
20. 2004 - Bento Gonçalves (RS)
21. 2006 - Maceió (AL)
22. 2008 - Fortaleza (CE)
23. 2010 - Ouro Preto (MG)
24. 2012 - Curitiba (PR)
25. 2014 - Recife (PE)
26. 2016 - São Paulo (SP)
27. 2018 - São Luís (MA)[19]
28. 2021 - Fortaleza (CE) [nota 8][20][21]
29. 2024 - Recife (PE)[15][4]

O XXX Congresso está previsto para acontecer na cidade de Aracaju, Sergipe, em 2026.

## Categorias de associados
Há basicamente quatro categorias de sócios em cada regional da SOBRAMES:
- Titular - médico-escritor, em qualquer ramo da Literatura;
- Colaborador - escritor não-médico que tenha interesses e comungue dos ideais da SOBRAMES;
- Honorário - escritor de renome ou com serviços de vulto prestados à Literatura;
- Benemérito - pessoa ou entidade que tenha contribuído para o crescimento patrimonial da SOBRAMES.

O associado titular pode ser proposto por outro associado, ou apresentar-se pessoalmente, sendo a sua aceitação feita após apresentação em reunião da entidade.
Os associados das demais categorias devem ser propostos por um associado titular, e sua entrada está condicionada à aceitação pelos presentes (por aclamação) em reunião da entidade.